# 프레이 포 더 데블
《프레이 포 더 데블》(영어: Prey for the Devil, PREY FOR THE DEVIL로 표기)은 미국에서 제작된 다니엘 스탐 감독의 2022년 초자연 공포 영화이다. 재클린 바이어스, 콜린 새먼, 버지니아 매드슨 등이 출연하였다.

## 줄거리
악령 빙의 현상이 급증하자 가톨릭교회는 구마 학교를 다시 열어 사제들을 훈련시킨다. 본래 수녀들은 구마를 행할 수 없지만 앤 수녀의 재능을 알아본 퀸 신부는 앤을 특별히 대열에 합류시킨다. 앤은 정신이 불안정했던 본인의 어머니를 괴롭혔던 악령에게 빙의된 것으로 보이는 어린 소녀 내털리를 알게 된다.

## 출연
- 재클린 바이어스 - 앤 수녀 역
- 콜린 새먼 - 퀸 신부 역
- 크리스천 나바로 - 단테이 신부 역
- 리사 폴프리 - 유피미아 수녀 역
- 벤 크로스 - 매슈스 추기경 역
- 버지니아 매드슨 - 피터스 박사 역
- 벨리자르 비네프 - 버나드 신부 역